# Boabe de grâu (revistă)
Boabe de grâu a fost o revistă culturală românească care a apărut între anii 1930 și 1934.

## Istorie
Fondată în martie 1930 de scriitorul român Emanoil Bucuța, Boabe de grâu a fost tipărită la București sub conducerea Direcției Educației Poporului, Institutului Social Român și Monitorului Oficial. Bucuța fusese anterior redactor al revistei de cultură Graiul românesc din 1927 până în 1929.
Boabe de grâu a apărut lunar între martie 1930 și decembrie 1934. Revista conținea articole culturale și istorice pe subiecte locale din România, inclusiv despre cultura minorităților etnice (germani, maghiari, bulgari, evrei, turci ș.a.). O mare parte din conținutul său se axa pe arheologie, religie, arhitectură, etnografie, geografie, istoria artei, educație, arta contemporană și istoria social-politică a României. Conținea, de asemenea, articole pe subiecte din afara României sau articole scrise de străini despre România și a inclus frecvent articole traduse în română din alte limbi. În plus, a serializat romane scrise de autori neromâni, precum Kálmán Mikszáth, Iordan Iovkov și Borisav Stanković. Revista a fost ilustrată cu fotografii, lucrări de artă veche sau contemporană și ilustrații comandate. Boabe de grâu promova pluralismul cultural al României. A conținut frecvent articole scrise de (sau despre) artiste și scriitoare.
Printre colaboratorii revistei (cu texte și desene) s-au numărat regina Maria a României, Julius Teutsch, Henri H. Stahl, Grigore Antipa, Alexandru Busuioceanu, Ioan Bianu, Nicolae Iorga, Jean Bart, Gala Galaction, Anastase Demian, Iosif Iser, Ion Theodorescu-Sion, Milița Pătrașcu, Nicolae Tonitza, Boris Caragea ș.a.
Ultimul număr a apărut în decembrie 1934.